# 在臺越南人

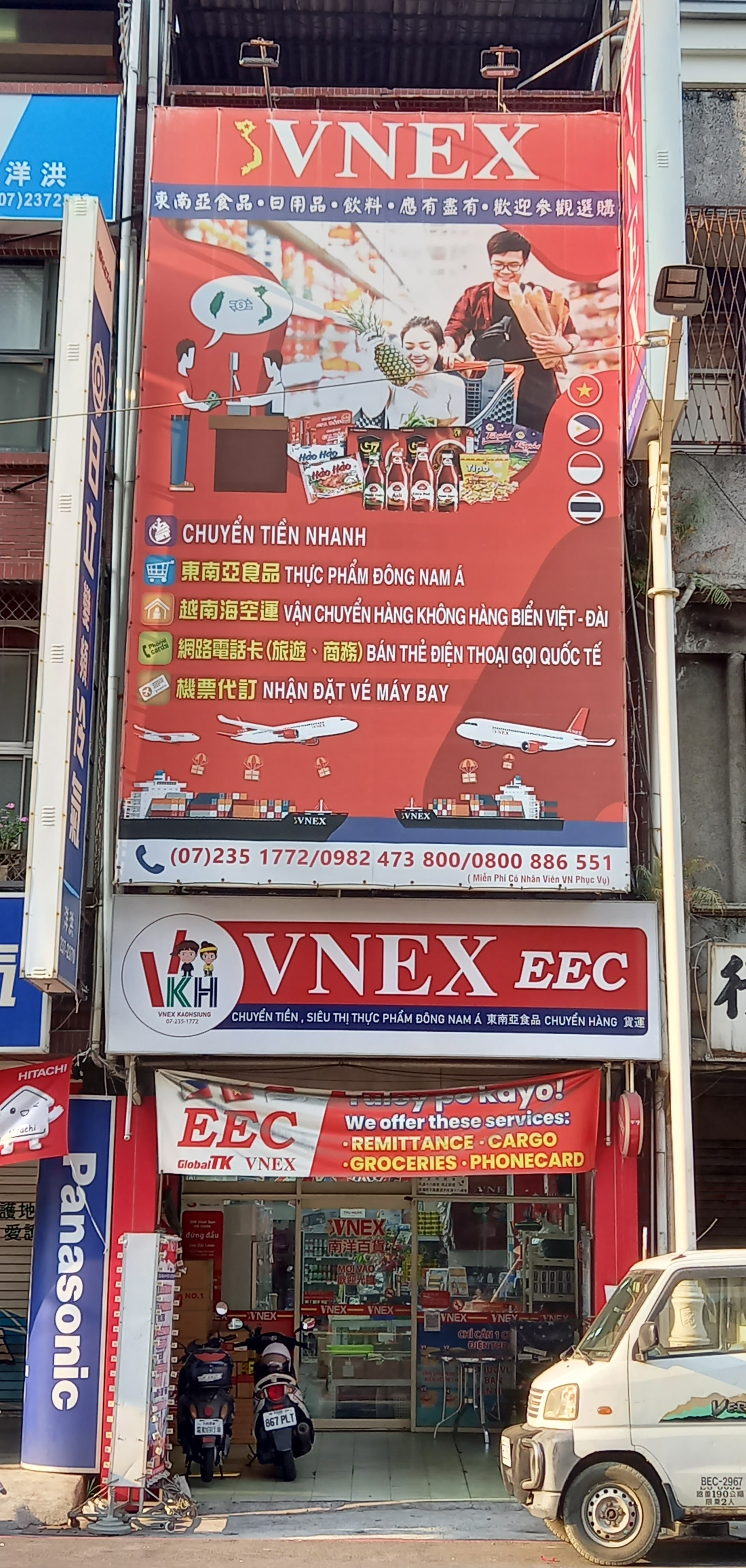
VNEX是EEC集團旗下公司之一，於2012年5月18日在臺灣成立，為一家專門為在臺越南人服務的公司。

在臺越南人（越南语：／?）或越南裔臺灣人（越南语：／?），是指居住在臺灣的越南人，其中包括越南戰爭後的難民，以及前往臺灣工作、或是與臺灣人結婚並移居臺灣的越南人。除了經由合法手續前往臺灣之外，有一些在臺越南人是非法移民，也有一些是人口販賣的受害者。此外，在臺灣的越南人有些是越南華人。
根據中華民國內政部及行政院主計總處在2019年5月的統計，臺灣境內現持有效居留證越南籍人士約有225,674名；大多數居留者的身分為勞工，共計有194,428人。而2012年歸化為中華民國國籍的越南人共有4,288人，佔該年歸化中華民國總人數的76.6%；其中多數是女性，大多是配偶身分。截至2013年9月為止，全臺境內共計有88,675名越南籍配偶，佔所有外籍配偶的18.34%。

## 四三〇事件後─越南難民
1975年4月30日，西貢陷落，與中華民國政府同為反共堅實盟友的越南共和國（簡稱南越）滅亡於越南民主共和國（北越）和越南南方民族解放陣線聯軍之手。大批不願接受越南共產黨政權統治的南越難民紛紛逃亡海外，部份逃到了中華民國政府管轄的台灣地區境內，例如越南共和國前總統阮文紹和前總理陳善謙等高級官員都曾流亡臺灣一段時間。中華民國政府對其越南難民的處置先安頓一段時間，再讓其轉往其它願意收容的國家；不過也有部份選擇留在中華民國境內定居，大部份是越南華人。

## 越南女性配偶
自從1997年以後，臺灣的「外籍新娘」開始以越南人為主，到了2001年時已占總外籍配偶人數的49%。原本臺越婚姻的簽證面談是個別進行，但是從1999年以後就改成集體面談，使得每年都有超過1萬對的配偶成婚。到了2005年，才又改為每天最多20對的個別面談模式。這些越南新娘的平均年齡大約是25歲或26歲左右，其中大約54%來自胡志明市；而娶她們的臺灣新郎，則平均大約有36歲或38歲左右。在族裔方面，若以父系血緣來作統計，則約73%的越南新娘是京族；另有約27%為華裔。越南新娘的學歷普遍為小學畢業，調查顯示有20%左右的越南新娘學歷高過她的丈夫。
執政的越南共產黨政府並不認同臺越之間跨國仲介婚姻，越南政府曾透過立法來限制越南女性因婚姻而流向臺灣，在2002年以及2005年所通過的一系列決議中，對越南女性的外籍結婚對象作出規定，其中禁止或部分禁止的對象包括有年齡差異超過20歲或30歲者，以及身心障礙者等，並且規定結婚對象必須有共同語言可相互溝通。而臺灣政府雖然希望對臺越婚姻多作限制，但是實際上只能透過簽證來作管制手段，因為不論是臺灣或越南政府，都沒有太多權力可以阻礙他人結婚。

## 越南勞工
臺灣與越南在1999年訂定了雙邊協定。2000年11月15日，第一批越南籍勞工來到臺灣工作，這些勞工為女性。根據2007年11月的資料，越南籍勞工主要從事製造業，共有32,000多人；以及服務業，共有35,000多人，其他有少數是從事農業與漁業，各有數百人。臺灣各地共有近7萬的越南籍勞工，其中臺灣北部的桃園市與新北市分別有13,000多人與8,000多人，是越南勞工最多的縣市。
臺灣越南勞工的逃跑比例與來自其他國家的勞工相比之下偏高，自從2002年開始，越南勞工成為臺灣逃跑比例最高的外籍勞工，於2003年的逃逸率為9.63%。有些逃逸勞工脫離合法雇主之後進行非法打工，有些則參與犯罪。越南勞工本身也是一些犯罪行為的受害者，例如有臺灣的大學生對越南勞工毆打或搶劫，也有些勞工遭到仲介虐待、威脅，甚至性侵害。

## 越南學生
2013年4月，越南駐臺經濟文化辦事處在越南臺商的贊助下，於臺北市搭棚席開32桌，受邀的在臺越南學生中約有250名到場體驗臺灣的辦桌文化。

## 文化習俗
臺灣人選擇越南配偶的原因包括臺灣與越南文化上的接近性，包括人種（臺灣漢人屬南方漢人，有百越血統，和越南主體民族京族血緣相近，越南華裔和臺灣漢族文化相似）、語系（臺灣漢語和越南華語間有著音質的共通性）、宗教信仰（越南大部分居民有祭祀習慣，信仰佛教，越南民間信仰也與臺灣民間信仰相似）、文化生活（越南文化受中華文化影響也過端午節、農曆春節）等等，使得臺灣婚齡男性對菲律賓、印尼、泰國等地女子的婚配需求轉移至越南籍。 

### 宗教信仰
越南人大部信仰越南民間信仰（與臺灣民間信仰相似）與佛教，由於越南的基督徒（天主教徒與新教徒）約佔總人口6％，臺灣基督長老教會也參與關懷在臺越南配偶與勞工。

### 飲食料理
越南文化和臺灣相仿，在婚喪喜慶或過年時，也有辦桌宴客傳統，常見的料理是沒有包肉的飯糰，分為紅、白兩色，紅飯糰代表祈福的意思，用於喜事，白飯糰用於喪事。但由於越南的天氣較熱，辦桌料理多屬冷盤涼拌料理，臺灣則以熱食為主。以酸爽口感著稱的越南餐館也漸漸在臺落地生根，2013年春即有1500家，供應包括牛肉河粉、越南春捲、越式法國麵包、鴨仔蛋等，有些餐館還轉成複合式經營，不只賣越南小吃，也賣越南商品，有些更代為提供法律諮詢或附設KTV唱歌包廂，因同鄉聚集，小吃店變成越僑的資訊交流中心。

## 溝通媒介
2006年創刊的《四方報》（已經停刊）以越南文為主，中文為輔，為越南等國移民及勞工提供母國與台灣的時事新聞、生活資訊，每月1日出刊，免費贈報2年多，主編張正自喻文盲辦報替異鄉人圓夢，提供平台給越南新移民一個發聲的管道，讓更多台灣人正視他們的存在。也有越南籍配偶當義工翻譯越文文稿，開闢中文教學版。
《移人》（英語：Migrants' Park），台灣新媒體，2016年5月創立，由前《四方報》團隊組成。主要關注台灣境內東南亞裔新住民及移工。以越、泰、印、菲、柬、緬六種東南亞文字出刊、為台灣的移民工族群發聲長達九年半的四方報停刊後，原編輯團隊組成。為目前台灣唯一的多語言文字網路媒體。